# Чемпионат Европы по футболу 2009 среди девушек до 19 лет
8-й Чемпионат Европы по футболу среди девушек до 19 лет состоялся в Беларуси с 15 по 25 июля 2009 года. Матчи прошли в трёх городах: Минск, Борисов и Молодечно. В соревнованиях принимали участие спортсменки, родившиеся после 1 января 1990 года. Победу впервые одержала сборная Англии.
Полуфиналисты турнира получили право на участие в чемпионате мира среди девушек до 20 лет.

## Стадионы
Матчи проходили на пяти стадионах Белоруссии. Для чемпионата предусмотрены также ещё 3 стадиона.
- Примечание: звёздочкой обозначены поля, на которых матчи не проводились.

### Борисов
- «Городской» (вместимость — 5400 человек)

### Минск
- «Динамо» (вместимость — 34 736 человек)*
- «Динамо-Юни» (вместимость — 4500 человек)
- Комплекс футбольных полей ФК «Минск» (2500)*
- «РЦОП-БГУ. Трен. поле» (вместимость неизвестна)*
- «Торпедо» (вместимость — 5200 человек)
- «Трактор» (вместимость — 17 600 человек)

### Молодечно
- «Городской» (вместимость — 5000 человек)

## Квалификация

### 1-й раунд
см. здесь (недоступная ссылка)

### 2-й раунд
см. здесь (недоступная ссылка)

## Команды-участницы
- Англия
- Белоруссия (хозяйка чемпионата)
- Германия
- Исландия
- Норвегия
- Франция
- Швейцария
- Швеция

## Жеребьёвка
Жеребьёвка прошла в минском бизнес-центре «Виктория». Она определила следующие группы чемпионата:
- Группа А — Белоруссия (хозяйка чемпионата), Швейцария, Франция, Германия.
- Группа Б — Швеция, Англия, Исландия, Норвегия.

## Календарь матчей

### Группа A
| Команда   | О | И | В | Н | П | МЗ | МП |
| --------- | - | - | - | - | - | -- | -- |
| Франция   | 6 | 3 | 2 | 0 | 1 | 6  | 2  |
| Швейцария | 6 | 3 | 2 | 0 | 1 | 7  | 3  |
| Германия  | 6 | 3 | 2 | 0 | 1 | 11 | 4  |
| Беларусь  | 0 | 3 | 0 | 0 | 3 | 1  | 16 |

| Франция    | 1:2                           | Германия     |
| ---------- | ----------------------------- | ------------ |
| Банбанс 7′ | Протокол (недоступная ссылка) | Вих 35′, 36′ |

| Беларусь       | 1:4                           | Швейцария                                             |
| -------------- | ----------------------------- | ----------------------------------------------------- |
| Миклашевич 52′ | Протокол (недоступная ссылка) | Штайн 12′ · Црногорчевич 25′ · Мехмети 29′ · Баэр 41′ |

| Беларусь | 0:3                           | Франция                      |
| -------- | ----------------------------- | ---------------------------- |
|          | Протокол (недоступная ссылка) | Рубио 12′ · Барбанс 83′, 84′ |

| Швейцария                                 | 3:0                           | Германия |
| ----------------------------------------- | ----------------------------- | -------- |
| Црногорчевич 3′ · Бахманн 65′ · Штайн 78′ | Протокол (недоступная ссылка) |          |

| Германия                                                                                                | 9:0                           | Беларусь |
| --- | ----------------------------- | -------- |
| Марожан 6′, 7′, 10′ · Багехорн 23′ · Мирлах 27′ (пен.) · Хут 31′ · Вермельт 35′ · Попп 62′ · Вагнер 77′ | Протокол (недоступная ссылка) |          |

| Швейцария | 0:2                           | Франция                   |
| --------- | ----------------------------- | ------------------------- |
|           | (Report) (недоступная ссылка) | Краммер 52′ · Барбанс 80′ |

### Группа B
| Команда  | О | И | В | Н | П | МЗ | МП |
| -------- | - | - | - | - | - | -- | -- |
| Англия   | 7 | 3 | 2 | 1 | 0 | 7  | 0  |
| Швеция   | 6 | 3 | 2 | 0 | 1 | 4  | 5  |
| Норвегия | 2 | 3 | 0 | 2 | 1 | 1  | 2  |
| Исландия | 1 | 3 | 0 | 1 | 2 | 1  | 6  |

| Швеция | 0:3                           | Англия                            |
| ------ | ----------------------------- | --------------------------------- |
|        | Протокол (недоступная ссылка) | Мур 20′ · Дагган 36′ · Уэстон 65′ |

| Исландия | 0:0                           | Норвегия |
| -------- | ----------------------------- | -------- |
|          | Протокол (недоступная ссылка) |          |

| Швеция                      | 2:1                           | Исландия           |
| --------------------------- | ----------------------------- | ------------------ |
| Якобссон 77′ · Хьёльман 88′ | Протокол (недоступная ссылка) | Асгримдоттир 45+2′ |

| Англия | 0:0                           | Норвегия |
| ------ | ----------------------------- | -------- |
|        | Протокол (недоступная ссылка) |          |

| Норвегия    | 1:2                           | Швеция                       |
| ----------- | ----------------------------- | ---------------------------- |
| Педерсен 4′ | Протокол (недоступная ссылка) | Йоранссон 35′ · Якобссон 44′ |

| Англия                                     | 4:0                           | Исландия |
| ------------------------------------------ | ----------------------------- | -------- |
| Мур 11′ · Ноббс 13′, 80′ · Кристиансен 77′ | Протокол (недоступная ссылка) |          |

### Полуфиналы
| Франция               | 2:5 (доп. вр.)                | Швеция                                                |
| --------------------- | ----------------------------- | ----------------------------------------------------- |
| Тенре 34′ · Сассо 68′ | Протокол (недоступная ссылка) | Лёвгрен 24′ · Якобссон 86′, 91′, 107′ · Эгельрюд 100′ |

| Англия                            | 3:0                           | Швейцария |
| --------------------------------- | ----------------------------- | --------- |
| Дагган 28′, 55′ · Кристиансен 45′ | Протокол (недоступная ссылка) |           |

### Финал
| Швеция | 0:2      | Англия                 |
| ------ | -------- | ---------------------- |
|        | Протокол | Дагган 33′ · Ноббс 37′ |

| Швеция | Англия |

| ШВЕЦИЯ:        |    |                    |     |     |
|                |    |                    |     |     |
| Вр             | 12 | Хильда Карлен      |     |     |
| З              | 4  | Эмма Кульберг      |     | 80' |
| З              | 5  | Эмели Лёвгрен      |     |     |
| З              | 6  | Сесиль Боргстрем   |     | 58' |
| Пз             | 2  | Джозефина Альфссон | 76' |     |
| Пз             | 7  | Эмилия Аппельквист |     |     |
| Пз             | 10 | Тильда Хеймерссон  |     |     |
| Пз             | 13 | Катрин Йоханссон   |     |     |
| Пз             | 15 | Антония Ёранссон   |     |     |
| Нап            | 9  | София Якобссон     |     |     |
| Нап            | 17 | Дженнифер Эгельрюд |     | 46' |
| Запасные:      |    |                    |     |     |
| Нап            | 18 | Дженни Хьёльманн   |     | 46' |
| Пз             | 8  | Джулия Люкберг     |     | 58' |
| Нап            | 11 | Оливия Скуг        |     | 80' |
| Гл. тренер:    |    |                    |     |     |
| Калле Баррлинг |    |                    |     |     |

| АНГЛИЯ:      |    |                     |     |     |
|              |    |                     |     |     |
| Вр           | 1  | Ребекка Спенсер     |     |     |
| З            | 2  | Челси Уистон        |     |     |
| З            | 3  | Джилли Флаэрти      |     |     |
| З            | 5  | Люсия Бронз         |     |     |
| Пз           | 4  | Рэми Аллен          |     |     |
| Пз           | 6  | Керис Харроп        |     |     |
| Пз           | 7  | Изабель Кристиансен |     | 79' |
| Пз           | 8  | Джордан Ноббс       | 37′ |     |
| Пз           | 10 | Мишель Хинниган     |     | 67' |
| Пз           | 11 | Джейд Мур           | 86' |     |
| Нап          | 9  | Тони Дагган         | 33′ |     |
| Запасные:    |    |                     |     |     |
| Пз           | 14 | Лора Кумбс          |     | 67' |
| Нап          | 16 | Джессика Холбрук    |     | 79' |
| Гл. тренер:  |    |                     |     |     |
| Морин Марлей |    |                     |     |     |

| Судьи матча - Ассистенты: - Майа Довник (Словения) - Пола Брэди (Ирландия) - Резервный судья: Карина-Сусанна Витулано (Италия) |